# Maja Plisiecka
Maja Michajłowna Plisiecka, ros. Майя Михайловна Плисецкая (ur. 20 listopada 1925 w Moskwie, zm. 2 maja 2015 w Monachium) – rosyjska tancerka i choreografka, jedna z najwybitniejszych osobowości baletu XX wieku, Bohater Pracy Socjalistycznej (1985).

## Życiorys

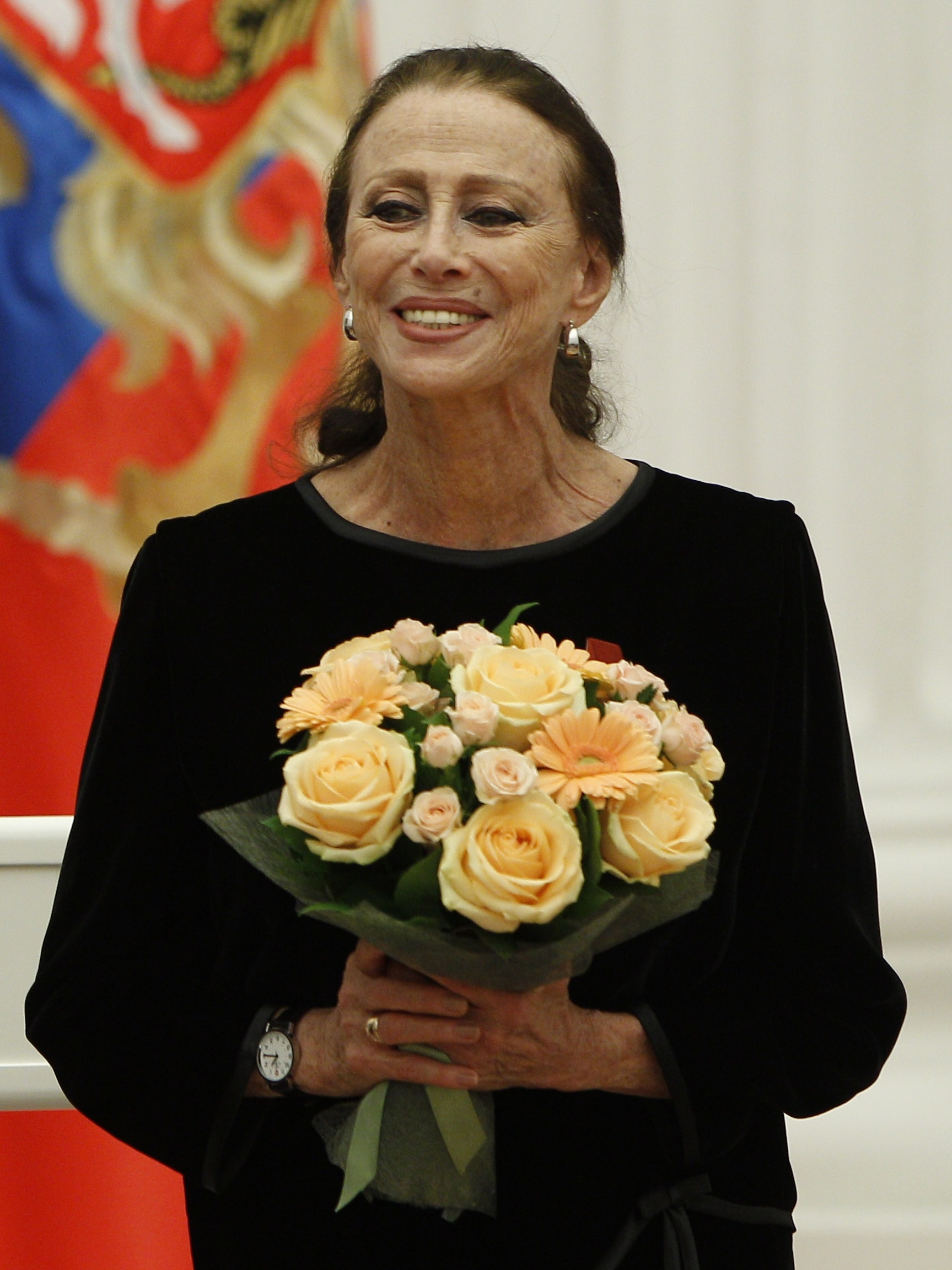
Maja Plisiecka w 2011 r.

Pochodziła z rodziny litewskich Żydów. Jej matka Rachel Messerer (1902−1993) była aktorką kina niemego i siostrą Asafa Messerera, znanego baletmistrza i pedagoga. Ojcem Plisieckiej był sowiecki dyplomata Michaił Plisiecki (1899–1938).
W latach 1932–1943 uczyła się w moskiewskiej Szkole Baletowej. W 1938 jej ojciec został aresztowany i rozstrzelany, jej matka przebywała w obozie AŁŻIR. Od 1943 tańczyła w Teatrze Bolszoj w Moskwie, gdzie w 1945 została baleriną, a w 1962 primabaleriną. Od 1959 brała udział w licznych światowych tournées z Teatrem Bolszoj. Występowała także gościnnie m.in. z zespołami Paris Opera Ballet, Ballet National de Marseilles i Ballet du XXe siècle. Stworzyła wielkie kreacje w repertuarze klasycznym oraz w baletach rosyjskich, m.in. w Romeo i Julii Siergieja Prokofjewa, Fontannie Bakczyseraju Borisa Asafjewa i Spartakusie Arama Chaczaturiana.
W 1972 zadebiutowała jako choreografka. Od 1983 do 1984 była dyrektorem baletu Opery Rzymskiej, a w latach 1987–1990 dyrektorem artystycznym Ballet del Teatro Lírico Nacional de Madrid. Pracowała równocześnie jako reżyserka i choreografka. W 1995 wydała autobiografię Ja, Maja Plisiecka. Jej mężem był rosyjski kompozytor Rodion Szczedrin (ur. 1932).
19 listopada 2008 z rąk ministra Kultury i Dziedzictwa Narodowego Bogdana Zdrojewskiego odebrała Złoty Medal „Zasłużony Kulturze Gloria Artis”.
Posiadała obywatelstwo hiszpańskie i litewskie. Zmarła 2 maja 2015 w Niemczech.

## Filmografia
- 1974: Anna Karenina jako Anna Karenina

## Odznaczenia
- Złoty Medal „Sierp i Młot” Bohatera Pracy Socjalistycznej (19 listopada 1985)
- Order „Za zasługi dla Ojczyzny” I klasy (2005)
- Order „Za zasługi dla Ojczyzny” II klasy (2000)
- Order „Za zasługi dla Ojczyzny” III klasy (1995)
- Order „Za zasługi dla Ojczyzny” IV klasy (2010)
- Order Lenina – trzykrotnie (1967, 1976, 1985)
- Ludowy Artysta ZSRR (1959)
- Ludowy Artysta RFSRR
- Zasłużony Artysta RFSRR
- Nagroda Leninowska
- Legia Honorowa V klasy (1986, Francja)
- Komandor Orderu Izabeli Katolickiej (Hiszpania)
- Order Sztuki i Literatury III klasy (1984, Francja)
- Złoty Medal „Zasłużony Kulturze Gloria Artis” (2008, Polska)